# Alstroemeria pulchra
Espèce
Alstroemeria pulchra est une espèce de la famille des Alstroemeriaceae. Son aire de répartition est le centre et le sud du Chili. 

## Description
Alstroemeria pulchra est un géophyte tubéreux qui pousse principalement dans le biome subtropical.

## Liste des sous-espèces
Selon GBIF (7 septembre 2024) :
- Alstroemeria pulchra subsp. lavandulacea Ehr.Bayer
- Alstroemeria pulchra subsp. pulchra

## Systématique
Le nom correct complet (avec auteur) de ce taxon est Alstroemeria pulchra Sims.
Alstroemeria pulchra a pour synonymes :
- Alstroemeria flos-martinii KerGawl.
- Alstroemeria ligtu f. pulchra (Sims) Voss
- Alstroemeria ligtu var. pulchra (Sims) Baker
- Alstroemeria pulchra var. pulchra